# Dumes
Dumes (gaskonsko Dume) je naselje in občina v francoskem departmaju Landes regije Akvitanije. Naselje je leta 2009 imelo 268 prebivalcev.

## Geografija
Kraj leži v pokrajini Gaskonji ob reki Laudon, 23 km jugozahodno od središča Mont-de-Marsana.

## Uprava
Občina Dumes skupaj s sosednjimi občinami Audignon, Aurice, Banos, Bas-Mauco, Cauna, Coudures, Eyres-Moncube, Fargues, Montaut, Montgaillard, Montsoué, Saint-Sever in Sarraziet sestavlja kanton Saint-Sever s sedežem v Saint-Severu. Kanton je sestavni del okrožja Mont-de-Marsan.

## Zanimivosti
- cerkev sv. Petra,
- dvorec Château de Navailles.